# 罗得考古博物馆

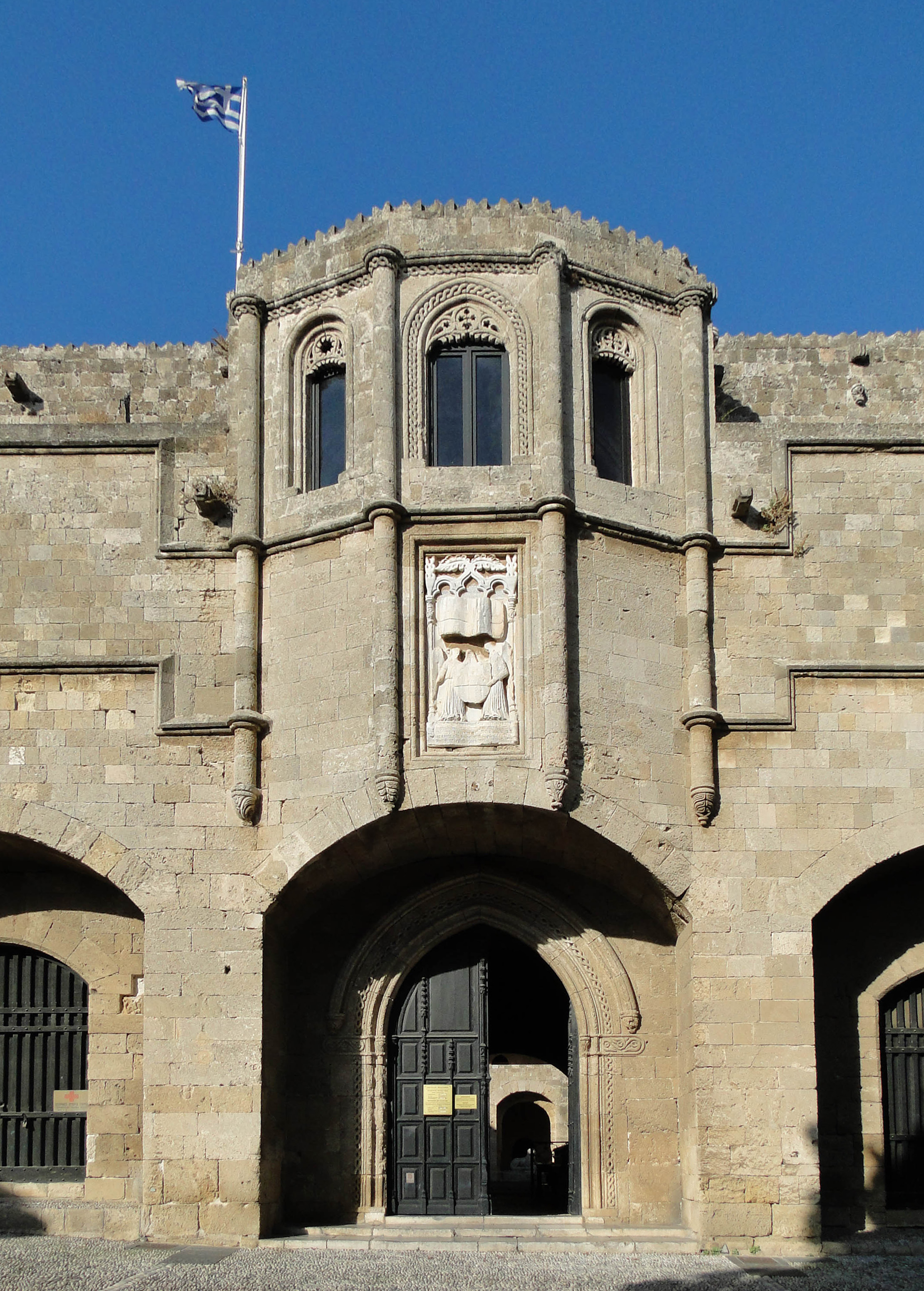

罗得考古博物馆（希臘語：Αρχαιολογικό Μουσείο Ρόδου）是希腊一个博物馆，位于南愛琴大區罗得的中世纪古城。该博物馆收藏在罗得岛发现的各种考古文物。

## 画廊

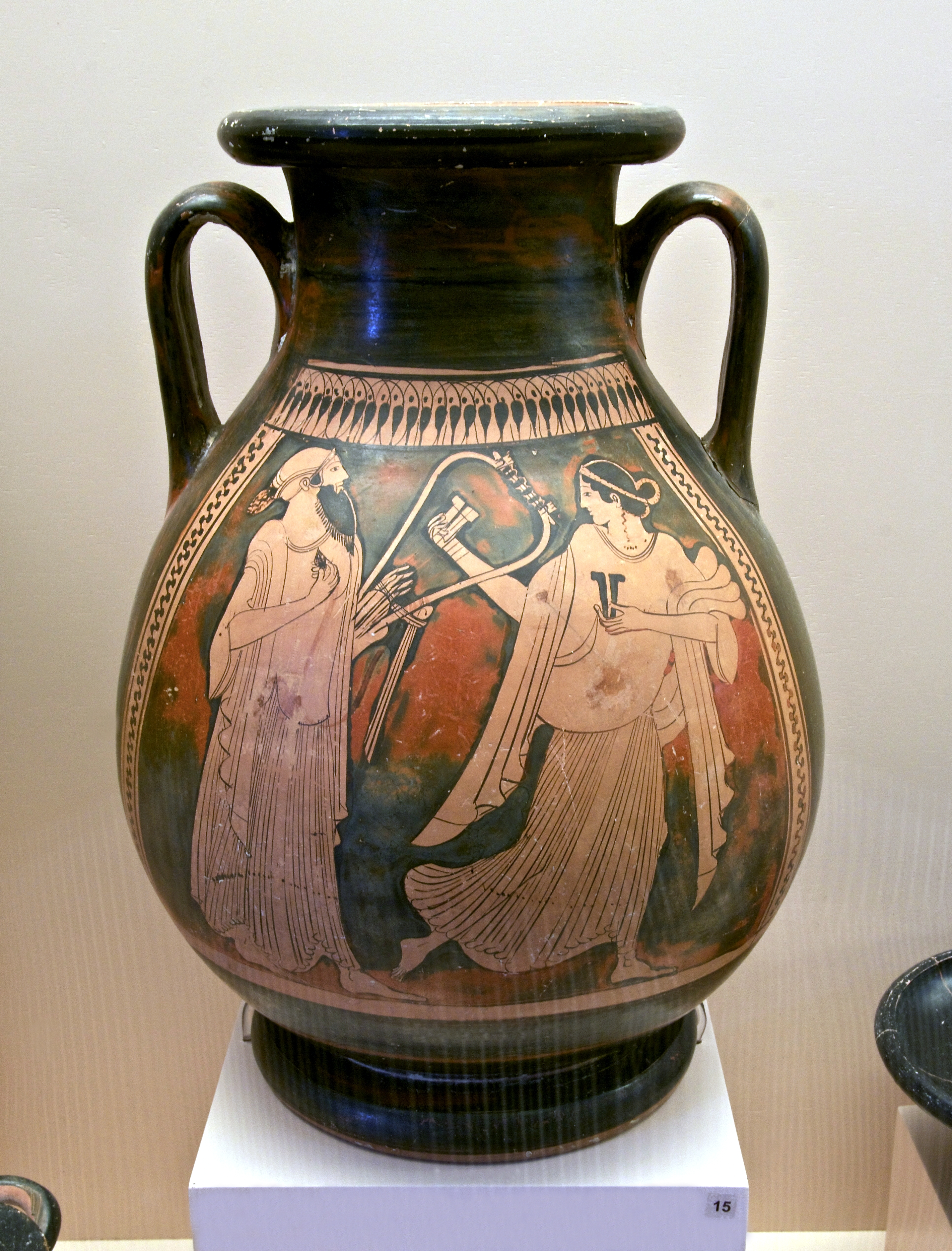
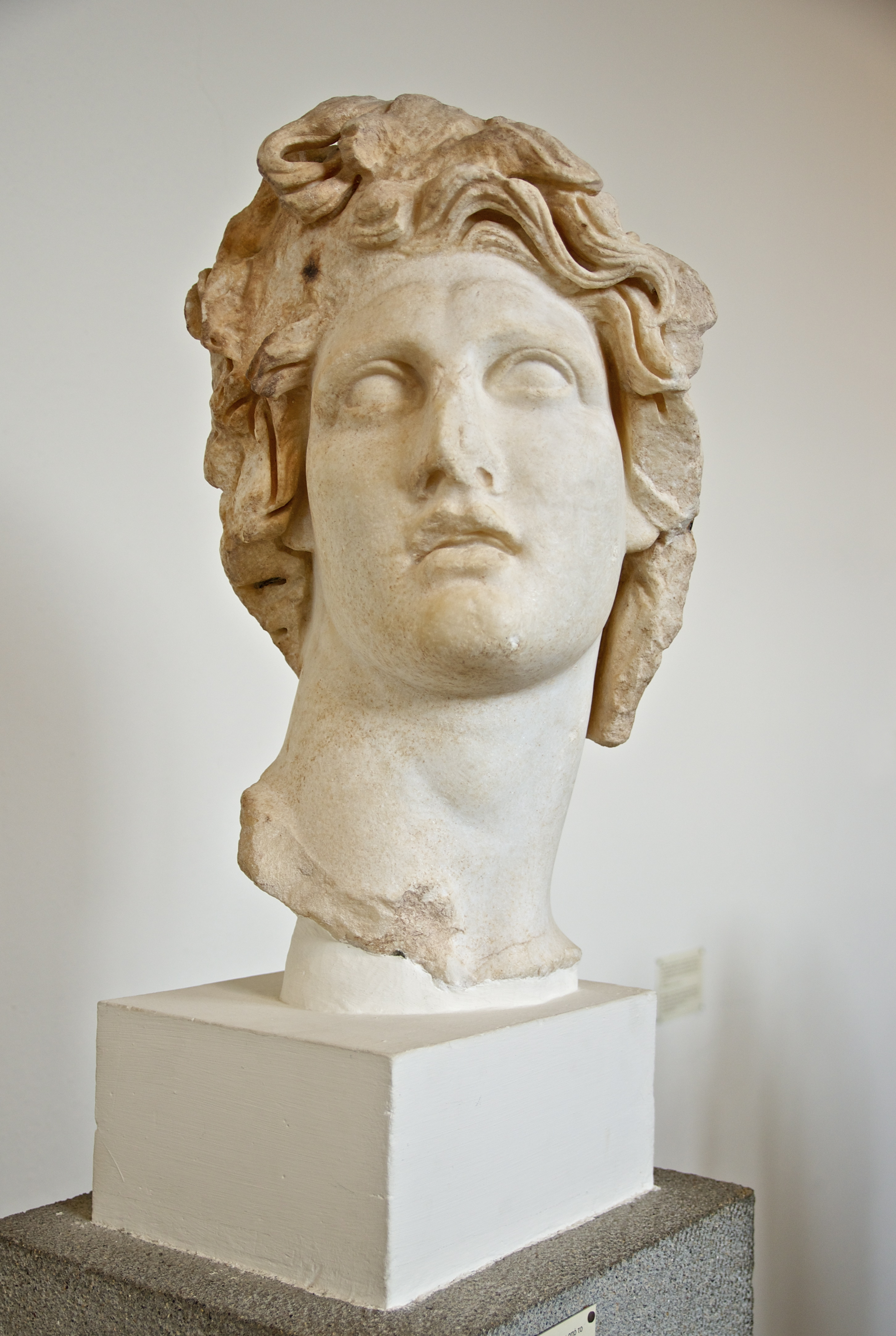
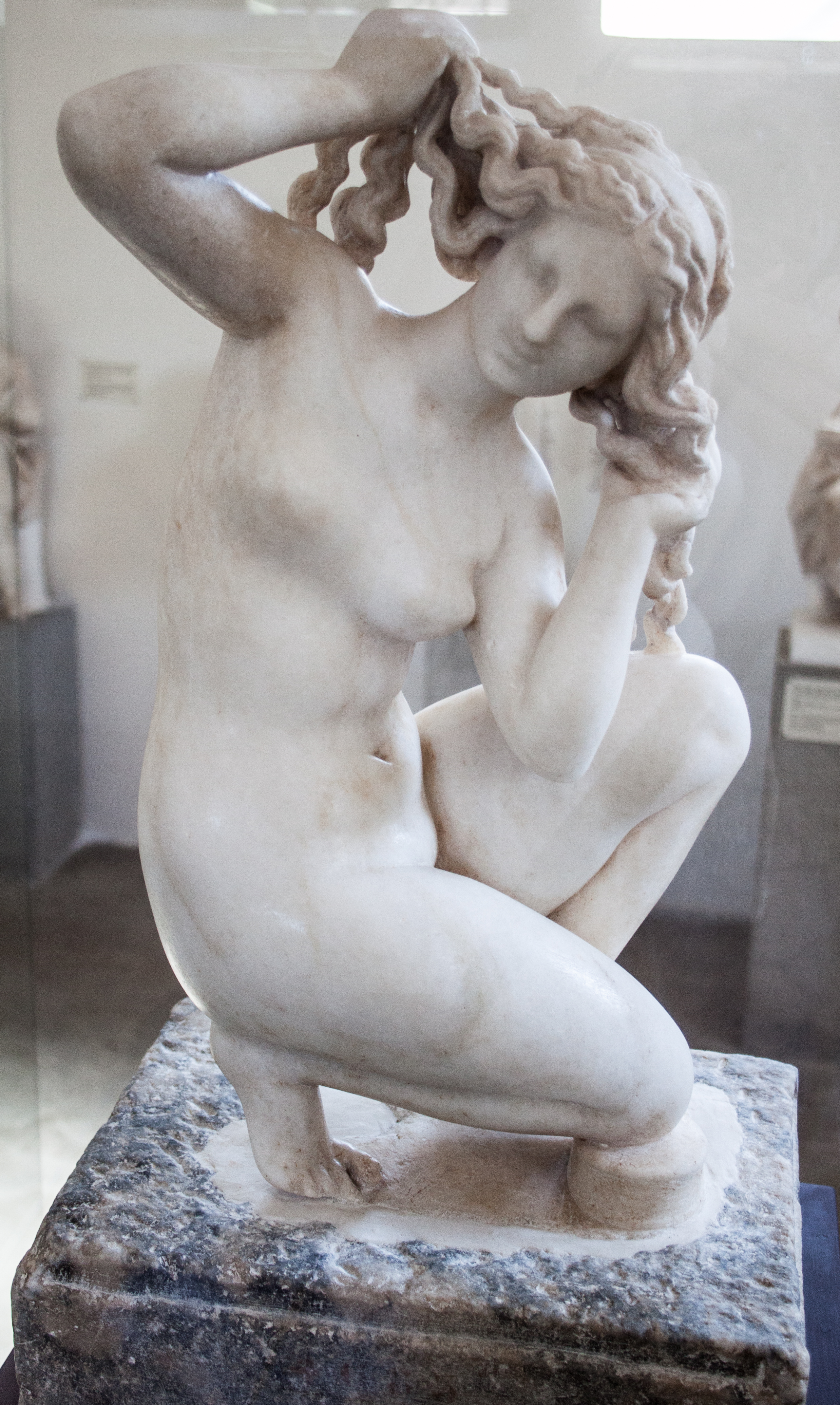
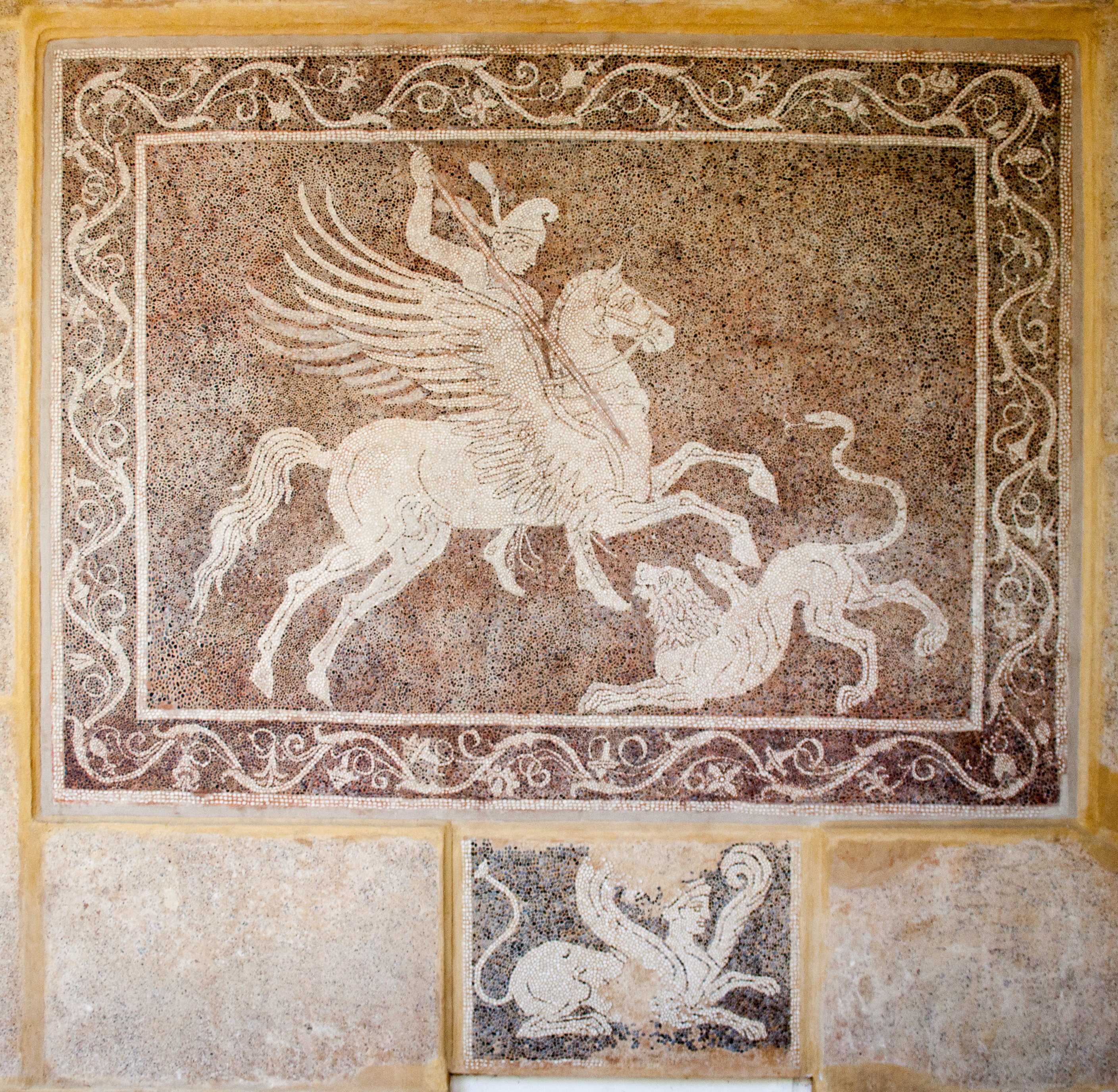